# Barranc de la Gessera (Castell de Mur)
El barranc de la Gessera és un curs d'aigua afluent de la Noguera Pallaresa per la dreta. Discorre íntegrament pel terme municipal de Castell de Mur, el tram alt a l'antic terme de Mur i el tram mitjà i final a l'antic terme de Guàrdia de Tremp.
Es forma a Patacolls, al Solà de Roca, dins de l'antic terme de Mur, però al cap de poc entra ja en el de Guàrdia de Tremp. Davalla cap al sud-est, però fa un ample revolt de primer prenent la direcció sud, després l'est, en acabat la nord-est, i, finalment, altre cop la direcció sud-est. En aquest recorregut evita el poble de Cellers, que queda al sud, ja que en arribar al nord de la Masia de Tató torç lleument cap al nord, passa al costat de la Font del Canalet, que deixa a la dreta, i deixa al mateix costat la Plana de Carrió, la Via de Corçà i los Camps.